# Objective-J
Objective-J - це мова програмування, яка була розроблена у складі вебфреймворку Cappuccino. Синтаксис мови майже ідетичний з синтаксисом Objective-C та зберігає таке ж відношення щодо JavaScript, як Objective-C щодо C, а саме: є строгою, проте невеликою, надмножиною мови; додає традиційний механізм наслідування та динамічної відправки повідомлень у стилі Smalltalk/Objective-C. В чистому JavaScript, що базується на використанні прототипів, частково реалізовані відношення між об’єктами та наслідування, проте Objective-J доповнює JavaScript повноцінною можливістю програмувати класи.
Програми, написані на Objective-J, повинні бути пере-компільовані в Javascript перш ніж виконуватись у віртуальній машині програми-оглядача клієнта. Цей крок може бути здійснений самою програмою-оглядачем в ході виконання, або ж спеціальним компілятором, що транслює Objective-J програми в чистий JavaScript. Objective-J компілятор написаний на JavaScript, і тому не для розробки та розгортання на стороні клієнта не потрібно встановлювати додаткових розширень до веб оглядача. Objective-J можна скомпілювати і виконувати на Node.js

## Програми
Першим відомим застосуванням Objective-J стала програма 280 Slides, що базується на фреймворку Cappuccino. І хоча дизайн Objective-J передбачає використання мови як самостійного інструменту, початковим призначенням мови була підтримка розробки веб аплікацій у Cappuccino.

### Програмне забезпечення, що використовує Cappuccino та Objective-J[1]
- Mockingbird [Архівовано 21 грудня 2012 у Wayback Machine.]
- PicEngine [Архівовано 26 листопада 2012 у Wayback Machine.]
- GithubIssues
- TimeTable [Архівовано 21 листопада 2012 у Wayback Machine.]
- Enstore
- Almost At [Архівовано 30 травня 2009 у Wayback Machine.]
- Akshell - Online JavaScript Web-App IDE [Архівовано 8 квітня 2018 у Wayback Machine.]
- Archipel Project - Virtual machine orchestrator
- Spot Specific - Mobile App SDK and IDE [Архівовано 25 грудня 2012 у Wayback Machine.]

## Синтаксис
Objective-J є надмножиною JavaScript, і це означає, що будь-який написаний на Javascript код буле виконуватись і на Objective-J.
У посліуючому прикладі показано оголошення та реалізація Objective-J класу, що називається Address; цей клас розширює базовий об’єкт CPObject - аналог Objective-C NSObject. Різниця між наведеним прикладом та традиційним Objective-C полягає в тому, що CPObject відображає весь нижче-підпорядкований фреймворк Cappuccino, коли NSObject - Cocoa. В Objective-J не використовуються вказівники, і тому визнчення типів не містять символів зірочки. Змінні завжди оголошуються в секції @implementation.
```
@implementation
 
Address
 
:
 
CPObject

{

   
CPString
 
name
;

   
CPString
 
city
;

}

-
 
(
id
)
initWithName:
(
CPString
)
aName
 
city:
(
CPString
)
aCity

{

    
self
 
=
 
[
super
 
init
];

    
name
 
=
 
aName
;

    
city
 
=
 
aCity
;

    
return
 
self
;

}

-
(
void
)
setName:
(
CPString
)
aName

{

      
name
 
=
 
aName
;

}

-
(
CPString
)
name

{

      
return
 
name
;

}

+
(
id
)
newAddressWithName:
(
CPString
)
aName
 
city:
(
CPString
)
aCity

{

      
return
 
[[
self
 
alloc
]
 
initWithName
:
aName
 
city
:
aCity
];

}

@end

```

Як і в Objective-C, оголошення статичних та динамічних методів класів починаються з '+'(плюс) та '-'(мінус) відповідно.

## Управління пам’яттю
Як і в режимі збирача сміття в Objective-C 2.0, пам’ять під об’єкти не потрібно звільняти самотужки, оскільки вона буде звільнена збирачем сміття Javascript у потрібний час.